# Chanum Coronae
Le Chanum Coronae sono una struttura geologica della superficie di Venere.